# Oxaenanus scopigeralis
Oxaenanus scopigeralis là một loài bướm đêm trong họ Noctuidae.